# Christine d'Erbach
Christine d'Erbach-Erbach (en allemand Christine von Erbach-Erbach) est née à Erbach (Allemagne) le 5 juin 1596 et meurt à Culemborg le 6 juillet 1646. Elle est une noble allemande, fille du comte Georges III d'Erbach (1548-1605) et de Marie de Barby-Mühlingen (1563-1619).

## Mariage et descendance
Le 17 janvier 1619 se marie à Siegen avec Guillaume de Nassau-Hilchenbach
(1592-1642), fils du comte Jean VII de Nassau-Siegen (1561–1623) et de Madeleine de Waldeck (1558–1599). De ce mariage naissent:
- Jean-Guillaume (1620–1623)
- Maurice (1621–1638)
- Marie-Madeleine de Nassau-Siegen (1623–1647), épouse en 1639 Philippe-Dietrich de Waldeck (1614–1695)
- Ernestine Julienne (1624–1634)
- Élisabeth-Charlotte de Nassau-Siegen (1626–1694), épouse en 1643 Georges-Frédéric de Waldeck (1620−1692)
- Hollandine (1628–1629)
- Wilhelmine-Christine de Nassau-Siegen (10 juin 1629 – 22 janvier 1707), mariée en 1660 à Josias II de Waldeck-Wildungen.